# Храми Чистякового
В Чистяковому невелика кількість храмів, більшість - це православні храми Московського патріархату. Багато з них побудована вже в роки незалежності України.

## Християнство

### Католицизм
| Назва              | Роки спорудження | Розташування   | Фото | Короткі відомості                                                       |
| Каплиця Св. Терези | ХХ ст.           | вул. Псковська |      | Належить до Харківсько-Запорізької дієцезії Римської Католицької церкви |

### Православ'я
| Назва                                          | Роки спорудження | Розташування                                        | Фото           | Короткі відомості |
| Перший Храм Святителів Московських             | Побудований в 1868 році, зруйнований чекістами у 1937 р.                                                                 | На території сучасного Міського скверу Чистякового. |                | Належав до конфесії Російської Православної церкви. Перший храм, що з'явився на території сел. Олексієве-Леонове. Храм був дерев'яний з кам'яною оградою. При храмі існувало дві школи: церковно-приходська і земська. Зруйнований чекістами в 1937 році. |
| Храм святителів Московських (сучасний)         | З 1943 по 1964 рік, 1998 - 2010 розміщується в будівлі Скобяної лавки. У 2011 році будується новий храм навколо старого. | вул. Енгельса                                       |                | Належить до конфесії Московського Патріархату. Після зруйнування Першого Храму в 1937 році колишній староста церкви В. Халімов передав під храм приміщення свого Скобяного магазину, і вже в 1943 році там пройшло переше богослужіння. Храм не діяв з 1964 по 1998 рік, відповідно до Постанови Ради у справах Російської православної церкви при Радміні СРСР.                                                                                                  |
| Свято-Михайлівський храм                       | Побудований в 1906 році.                                                                                                 | вул. Вокзальна                                      | Фото 2000 року | Належить до конфесії Московського Патріархату. Після будівництва в 1906 році храм являв собою маленьку дерев'яну будівлю. Тільки в 1978 р. настоятелем храму І. Самолевичем була розпочата реконструкція будівлі, таким чином було побудовано новій храм навколо старого, а старий дерев'яний - розібраний. Храм Святого Архистратига Михаїла є єдиною культовою спорудою, що постійно діяла на території міста Чистякового, навіть в роки гоніння церкви в СРСР. |
| Іллінська церква                               | Побудована в 2005 році.                                                                                                  | вул. Космонавтів                                    |                | Належить до конфесії Московського Патріархату. Її будівництво розпочалося у 1995 році, однак через матеріальні труднощі прождовжилось аж до 2005 року. |
| Храмовий комплекс Державної ікони Божої Матері | Побудований в 1994 році                                                                                                  | вул. Енгельса (неподалік мікрорайону № 2)           |                | Належить до конфесії Московського Патріархату. Будівництво храму продовжується, голова громади церкви обіцяє, що це буде найбільший храм в Чистяковому. |
| Пелагіївська церква                            | 1999 | вул. Ватутіна (сел. Пелагіївка)                     | Фото відсутнє  | Належить до конфесії Московського Патріархату. Зведена 1999 року. |
| Храм Іова Почаївського                         | 1997, реконструкція з 2002 до 2004 р.р.                                                                                  | сел. Розсипне                                       | Фото відсутнє  | Належить до конфесії Московського Патріархату. З 1999 року настоятель храму опікує засуджених виправної колонії № 28, на території колонії засудженими зведена дзвіниця і обладнена молитовна кімната Св. великомучениці Анастасії Узорешительниці. |
| Каплиця Георгія Переможця                      | 2006 | Центральний парк (вул. Піонерська)                  |                | Належить до конфесії Московського Патріархату. |

### Протестантизм
| Назва                         | Роки спорудження | Розташування                           | Фото | Короткі відомості |
| Протестантська церква України | 1990-ті          | вул. Поповича (район міського цвитаря) |      | немає інформації  |
| Молитовний будинок            | 2003             | вул. Ленінградська, 50                 |      | немає інформації  |
| Будинок Молитви               | 1970-і           | вул. Леніна, 190                       |      | немає інформації  |

## Свідки Єгови
| Назва                     | Роки спорудження | Розташування  | Фото | Короткі відомості |
| Зал Царства свідків Єгова | 2006             | вул. Вольська |      | немає інформації  |

## Іслам
| Назва                          | Роки спорудження | Розташування        | Фото | Короткі відомості |
| Мечеть громади «Юлдуз» (Зірка) | 2000 рік.        | вул. Херсонська, 54 |      | Належить мусульманській громаді "Юлдуз" (Зірка). Переобладнана з житлового будинку за допомогою мусульманських громадських організацій та мусульманської громади Чистякового. |